# Charles Le Maire
Pour l’article ayant un titre homophone, voir Lemaire.
Pour les articles homonymes, voir Le Maire.

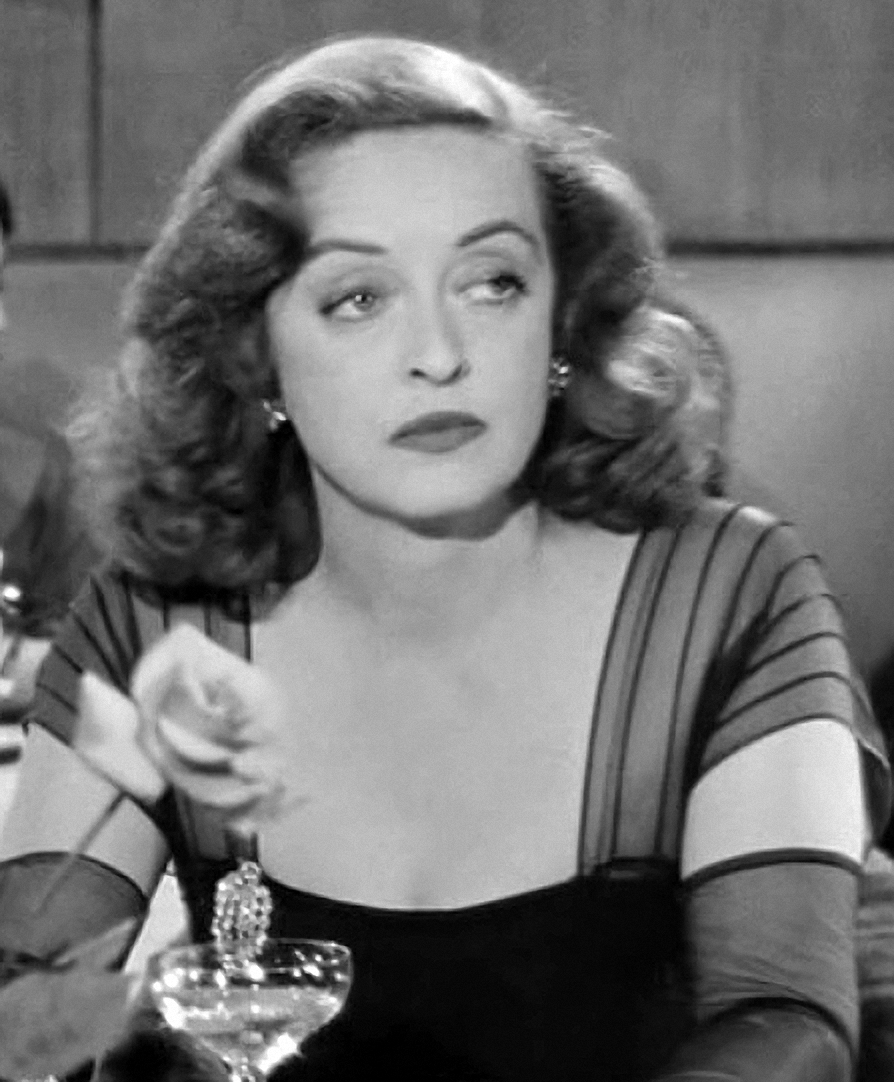
Toilette créée par Charles Le Maire pour Bette Davis dans Ève (1950)

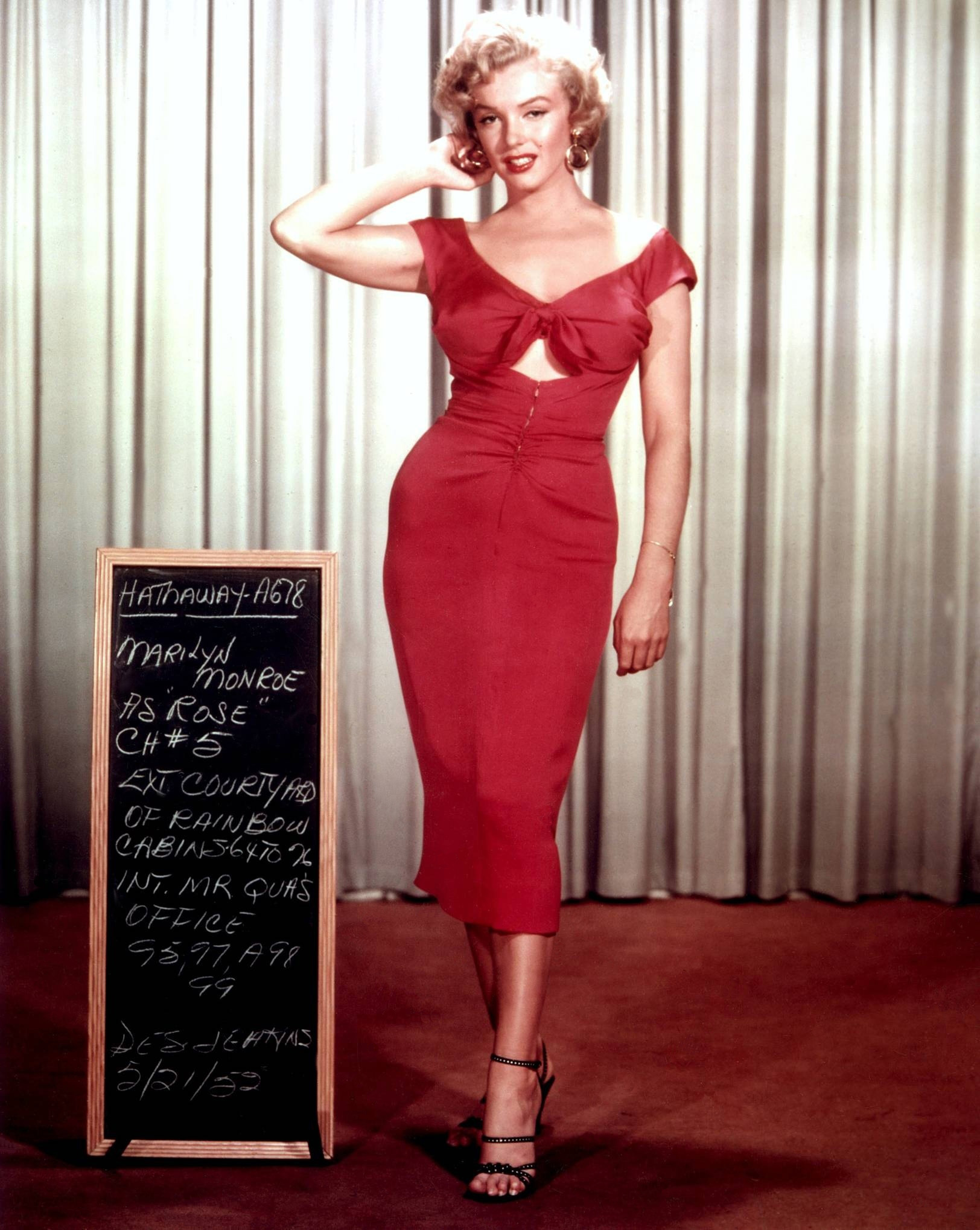
Marilyn Monroe habillée par Charles Le Maire dans Niagara (1950)

Charles Le Maire, dit Charles LeMaire, est un costumier américain, né le 22 avril 1897 à Chicago (Illinois) et mort le 8 juin 1985 à Palm Springs (Californie).

## Biographie
Initialement artiste de vaudeville, il débute au théâtre en 1918 à Broadway, où il fait une unique expérience de décorateur. De 1919 à 1939, il conçoit des costumes, principalement pour des comédies musicales et des revues, dont les Ziegfeld Follies à plusieurs reprises, la première fois en 1922.
Il est également costumier pour le cinéma, d'abord pour un film muet de 1925, puis régulièrement pour la Fox, où il travailla souvent en collaboration avec Travilla, Edward Stevenson et René Hubert de 1933 à 1962 ; il collabore ainsi à plus de 300 films en pratiquant tous les genres cinématographiques : western, péplum, guerre, drame, comédie, policier. Il crée aussi des costumes pour deux séries télévisées, l'une en 1955-1956, l'autre en 1960 pour un épisode de Perry Mason. Il a notamment habillé Marilyn Monroe dans ses principaux rôles.
Nommé à seize reprises aux Oscars, il remporte trois fois cette récompense pour les meilleurs costumes en 1951, 1954 et 1956.

## Filmographie partielle
- 1946 : Le Fil du rasoir (The Razor's Edge) d'Edmund Goulding
- 1947 : L'Aventure de madame Muir (The Ghost and Mrs. Muir) de Joseph L. Mankiewicz
- 1947 : Ambre (Forever Amber) d'Otto Preminger
- 1947 : Le Miracle sur la 34e rue de George Seaton
- 1947 : Le Mur invisible (Gentleman's Agreement) d'Elia Kazan
- 1947 : Le Carrefour de la mort (Kiss of Death) de Henry Hathaway
- 1947 : Embrassons-nous (I Wonder Who's Kissing Her Now) de Lloyd Bacon
- 1948 : La Femme aux cigarettes (Road house) de Jean Negulesco
- 1948 : La Proie (Cry of the City) de Robert Siodmak
- 1949 : Chaînes conjugales (A Letter to Three Wives) de Joseph L. Mankiewicz
- 1949 : Mam'zelle mitraillette (The Beautiful Blonde from Bashful Bend) de Preston Sturges
- 1949 : Les Marins de l'Orgueilleux (Down to the sea in ships) de Henry Hathaway
- 1950 : Ève (All about Eve) de Joseph L. Mankiewicz
- 1950 : Okinawa (Halls of Montezuma) de Lewis Milestone
- 1950 : La Cible humaine (The Gunfighter) de Henry King
- 1950 : La porte s'ouvre (No Way Out) de Joseph L. Mankiewicz
- 1950 : La Flèche brisée (Broken Arrow) de Delmer Daves
- 1950 : Trois gosses sur les bras (My Blue Heaven) de Henry Koster
- 1951 : David et Bethsabée (David and Bathsheba) de Henry King
- 1951 : Le Jour où la Terre s'arrêta (The Day the Earth stood still) de Robert Wise
- 1951 : On murmure dans la ville (People will talk) de Joseph L. Mankiewicz
- 1951 : Baïonnette au canon (Fixed Bayonets) de Samuel Fuller
- 1951 : L'Attaque de la malle-poste (Rawhide) de Henry Hathaway
- 1951 : Aventure à Tokyo (Call Me Mister) de Lloyd Bacon
- 1952 : Bas les masques (Deadline - U.S.A.) de Richard Brooks
- 1952 : Viva Zapata ! d'Elia Kazan
- 1952 : Return of the Texan de Delmer Daves
- 1952 : Chérie, je me sens rajeunir (Monkey Business) de Howard Hawks
- 1952 : Les Misérables (La Vie de Jean Valjean) de Lewis Milestone
- 1952 : Gosses des bas-fonds (Bloodhounds of Broadway) d'Harmon Jones
- 1952 : Les Neiges du Kilimandjaro (The Snows of Kilimanjaro) de Henry King
- 1953 : Niagara de Henry Hathaway
- 1953 : Titanic de Jean Negulesco
- 1953 : Le Général invincible (The president's Lady ) de Henry Levin
- 1953 : Les hommes préfèrent les blondes (Gentlemen prefer Blondes) de Howard Hawks
- 1953 : La Tunique (The Robe) de Henry Koster
- 1953 : Tempête sous la mer (Beneath the 12-Mile Reef) de Robert D. Webb
- 1953 : Comment épouser un millionnaire (How to marry a Millionaire) de Jean Negulesco
- 1953 : Meurtre prémédité (A Blueprint for Murder) d'Andrew L. Stone
- 1954 : La Lance brisée (Broken Lance) d'Edward Dmytryk
- 1954 : Rivière sans retour (River of No Return) d'Otto Preminger
- 1954 : Les Gens de la nuit (Night People) de Nunnally Johnson
- 1954 : Le Jardin du diable (Garden of Evil) de Henry Hathaway
- 1955 : La Main gauche du Seigneur (The Left Hand of God) d'Edward Dmytryk
- 1955 : Sept Ans de réflexion (The Seven Year Itch) de Billy Wilder
- 1955 : La Colline de l'adieu (Love is a Many-Splendored Thing) de Henry King
- 1955 : Le Seigneur de l'aventure (The Virgin Queen) de Henry Koster
- 1956 : Arrêt d'autobus (Bus Stop) de Joshua Logan
- 1956 : Carousel d'Henry King
- 1956 : L'Impudique (Hilda Crane) de Philip Dunne
- 1956 : Le Roi et moi (The King and I) de Walter Lang (non crédité)
- 1956 : La Dernière Caravane (The Last Wagon) de Delmer Daves
- 1957 : Le soleil se lève aussi (The Sun also rises) de Henry King
- 1957 : La Blonde explosive (Will Success Spoil Rock Hunter?) de Frank Tashlin
- 1957 : Embrasse-la pour moi (Kiss Them for Me) de Stanley Donen
- 1957 : Quarante tueurs (Forty Guns) de Samuel Fuller
- 1957 : Elle et lui (An Affair to remember) de Leo McCarey
- 1958 : Un certain sourire (A Certain Smile) de Jean Negulesco
- 1958 : La Mouche noire (The Fly) de Kurt Neumann
- 1958 : Bravados (The Bravados) de Henry King
- 1958 : La Fureur des hommes (From hell to Texas) de Henry Hathaway
- 1958 : Le Barbare et la Geisha (The Barbarian and the Geisha) de John Huston
- 1958 : Le Bal des maudits (The Young Lions) d'Edward Dmytryk
- 1959 : Le Journal d'Anne Frank (The Diary of Anne Frank) de George Stevens
- 1959 : L'Homme aux colts d'or (Warlock) d'Edward Dmytryk
- 1959 : L'Homme qui comprend les femmes (The Man Who Understood Women) de Nunnally Johnson

## Distinctions
- Oscars 1951 : meilleure création de costumes (partagé avec Edith Head), catégorie noir et blanc, pour Ève
- Oscars 1954 : meilleure création de costumes (partagé avec Emile Santiago), catégorie couleur, pour le premier film en CinemaScope de l'histoire : La Tunique
- Oscars 1956 : meilleure création de costumes, catégorie couleur, pour La Colline de l'adieu